# Rhabdoplea angusticornis
Rhabdoplea angusticornis är en insektsart som beskrevs av Boris Petrovich Uvarov 1953. Rhabdoplea angusticornis ingår i släktet Rhabdoplea och familjen gräshoppor. Inga underarter finns listade i Catalogue of Life.